# Driss Ben Omar El Alami
Pour les articles homonymes, voir Alami.
Driss Ben Omar El Alami, né le 27 septembre 1917 à Moulay Driss Zerhoun (Maroc) et décédé à l'âge de 84 ans le 18 avril 2002 à Casablanca, est un militaire et homme politique marocain.

## Biographie
Le général Idris Benomar Alami est né en 1917 dans la ville de Moulay Idris Zerhoun près de Meknès. Il fait ses études primaires et secondaires au collège berbère d'Azrou avant d'intégrer en 1935 l'Académie militaire de Meknès, dont il sort diplômé avec le grade de premier lieutenant. En 1956, il est nommé gouverneur civil et militaire de la province de Meknès pour deux ans. En 1959, il est promu au grade de lieutenant-colonel et le roi Mohammed V lui confie le commandement de la Gendarmerie royale. En 1960, en juin 1961, le roi Hassan II le nomme gouverneur de Casablanca, puis il est promu au grade de général en septembre 1963, et la même année il est nommé contrôleur général des Forces armées royales.

## Parcours militaire
Driss Be Omar intègre la prestigieuse école militaire Dar El Baïda (aujourd'hui académie militaire), à Meknès, en 1934. Il en sort sous-lieutenant en 1939.
Pendant la Seconde Guerre mondiale, il est lieutenant au 8e régiment de tirailleurs marocains et fait la campagne d'Italie, des Vosges et d'Allemagne.
En 1960, il est commandant de la Gendarmerie royale, puis inspecteur général puis major-général des FAR en 1967-68.

## Parcours civil
Driss Ben Omar est nommé gouverneur de la préfecture de Casablanca[Quand ?]. Il était encore à ce poste lorsqu'éclatent les manifestations populaires du 22 et 23 mars 1965.
Il a été nommé ministre des PTT en 1971 sous le gouvernement Mohammed Karim Lamrani et a été reconduit sous le gouvernement Ahmed Osman.
Driss Ben Omar a également été directeur général de la Royal Air Maroc.

## General Driss Benomar, lion de la guerre des sables
Aucune source vérifiable -
À contrecœur, le général Idriss Ben Omar s'est satisfait du retour de l'armée marocaine sur ses positions après une incursion enflammée (la guerre du sable de 1963) dans le désert qui a duré trois jours, et a forcé les forces algériennes, qui ont lancé des attaques surprises sur les centres de Hassi Beida et tengoub, puis sur le centre de Esh (à l'est de fakik) à redoubler de puissance, jusqu'à ce qu'il devienne à 26 kilomètres de la ville de Tindouf. Le général n'a pas aimé l'ordre royal de revenir ; c'est ce qu'il a exprimé lorsqu'il a enlevé son uniforme militaire, qui portait son niashin, pour le jeter devant le roi Hassan II, en disant : « Monseigneur n'accepte pas dans la logique de la guerre et des traditions militaires qu'une armée victorieuse revienne à ses débuts d'armée vaincue ». Cependant, le roi lui a fortement crié de se conformer à l'ordre du commandant suprême de l'armée, d'autant plus que les médiateurs arabes ont réussi à convaincre le roi de battre en retraite afin que les relations entre les deux pays n'aboutissent pas à une impasse..
 
Depuis cette date, le titre de « héros de la guerre des sables » ou « Lion de la guerre des sables » lui est devenu attaché